# Surviving Compton: Dre, Suge and Michel'le
Pour plus de détails, voir Fiche technique et Distribution.
Surviving Compton: Dre, Suge and Michel'le est un téléfilm dramatique américain réalisé par Janice Cooke, diffusé le 15 octobre 2016 sur Lifetime. Il raconte l'histoire des personnages éponymes : Dr. Dre, Suge Knight et Michel'le.

## Synopsis
Dans les années 1980, Michel'le débute comme vocaliste pour le World Class Wreckin' Cru. En 1989, elle signe un contrat chez Ruthless Records, le label d'Eazy E. Elle sort alors son premier album studio éponyme, entièrement produit par son petit ami d'alors, Dr. Dre. L'arrivée de Suge Knight va créer des tensions au sein de ce petit groupe issu de Compton.

## Fiche technique
Sauf indication contraire, les informations mentionnées dans cette section peuvent être confirmées par la base de données cinématographiques IMDb,  présente dans la section « Liens externes ».
- Titre original : Surviving Compton: Dre, Suge and Michel'le
- Titre alternatif : Girl from Compton
- Réalisation : Janice Cooke
- Scénario : Dianne Houston
- Direction artistique : John Richardson
- Décors : Derek R. Hill
- Costumes : Johnetta Boone
- Photographie : Peter Menzies Jr.
- Montage : Susan Maggi et Sandy Pereira
- Musique : Kathryn Bostic
- Production : Paul Coy Allen, Adam Freeman, Steven R. McGlothen, Joanne Rubino et Phil Thornton
- Sociétés de production : Sony Pictures Television et Thinkfactory Media
- Budget : n/a
- Pays d'origine :  États-Unis
- Langue originale : anglais
- Format : couleur
- Genre : biopic
- Durée : 87 minutes
- Date de sortie[2] :
  -  États-Unis : 15 octobre 2016 (diffusion sur Lifetime)

## Distribution
- Rhyon Nicole Brown (en) : Michel'le
- Jamie Kennedy : Jerry Heller
- Curtis Hamilton : Dr. Dre
- Vonii Bristow : Ice Cube
- Omari Wallace : Eazy-E
- Daniel DeBoe : MC Ren
- Deric Augustine : DJ Yella
- R. Marcos Taylor : Suge Knight
- David Darrington : MC Hammer
- Adrian Arthur : Tupac Shakur
- Michel'le : la narratrice

## Accueil
Le téléfilm a été vu par 2,286 millions de téléspectateurs lors de sa première diffusion.

## Commentaire
R. Marcos Taylor incarne également Suge Knight dans le long métrage NWA: Straight Outta Compton (2015).